# Ludovic Feldman
Ludovic Feldman (n. 25 mai 1893, Galați – d. 11 septembrie 1987, București) a fost un violonist  și compozitor român, ale cărui lucrări au o tematică de inspirație folclorică transpusă într-un limbaj de factură modernă.
George Enescu a fost cel care l-a încurajat și sfătuit, recomandându-l drept „realmente dotat pentru compoziție - când spun realmente dotat aceasta înseamnă mult“. Asupra calităților sale s-au pronunțat pe lângă George Enescu și compozitori remarcabili ca Wilhelm Georg Berger și Zeno Vancea.
Acest muzician și compozitor evreu a fost un "artist atașat țării și idealurilor culturii românești". Mihail Jora și George Enescu, au intervenit, în momente grele, pentru excepționalul violonist al Filarmonicii.

## Studii
A început studiile muzicale de vioară cu Dicker și Otto Brumer, la Galați (1903-1909), continuându-le la Conservatorul din București, cu Robert Klenck (vioară) și Dumitru Georgescu-Kiriac (1910-1911).
S-a perfecționat în cursul unui stagiu la Neues Wiener Konservatorium cu František Ondříček (1911-1913) și a luat lecții particulare cu Mihail Jora (armonie, contrapunct, compoziție) la București (1941-1942).

## Activitate profesională
A început în calitate de concert-maestru al orchestrei Operei din Zagreb (1925-1926), de unde s-a mutat ca prim-violonist în orchestra Operei Române din București (1926-1940). În perioada 1930-1940 a făcut parte din Cvartetul "Teodorescu" din București.
În paralel, a fost violonist (1926-1940) și concert-maestru în orchestra Filarmonicii "George Enescu" din București (1945-1953).
În 1953, a fost pensionat.
Din 1953 până în 1963 Ludovic Feldman a fost conducător al Biroului pentru muzică simfonică și de cameră al Uniunii Compozitorilor. În această perioadă, s-a "convertit" stilistic de la un folclorism neoclasic la dodecafonism, la neoexpresionism.

## Compoziții
Dintre lucrările sale cele mai importante se pot aminti: Poem tragic; Șase schițe simfonice; Cinci piese pentru orchestră; In memoriam Anne Frank; Variațiuni simfonice; Poem simfonic; Cvartet de coarde; Cvintetul nr. 2; Improvizație; Simfonia concertantă pentru orchestră de coarde etc.
Compozițiile sale au acoperit multe genuri muzicale:

### Muzică simfonică
4 Suite de orchestră, 1948, 1949, 1952, 1960; Concert pentru două orchestre de coarde, celestă , pian și percuție, 1958; Simfonie concertantă pentru orchestră de coarde, 1971; Concertino, 1975; Piesă de concert, 1979, pentru orchestră de suflători, pian, harpă, xilofon, glockenspiel și percuție.

### Muzică concertantă
Baladă pentru vioară și orchestră, 1952

### Muzică de cameră
Cinci novelete pentru cvartet de coarde, 1953; Burlesca pentru flaut și pian, 1956; Improvizație pentru trio, 1979

### Muzică de pian
Miniaturi, schițe, preludii, 1959, pentru pian la 2 și 4 mâini

### Muzică corală și lucrări didactice
30 Piese mici pentru pian, 1960; 56 Studii melodice pentru vioară, 1960.

## Distincții
- Ordinul Muncii, cls. a III-a (1954),
- titlul de Maestru emerit al artei (30 decembrie 1957) „cu prilejul împlinirii a 10 ani de la proclamarea Republicii Populare Romîne și pentru merite deosebite în activitatea cultural-artistică”[8]
- Ordinul „Meritul Cultural” (1969).
- Ordinul „Meritul Cultural” clasa I (19 iunie 1973) „pentru activitate îndelungată și merite deosebite în domeniul creației muzicale, [...] cu prilejul împlinirii vîrstei de 80 de ani”[9]

## Premii
- Mențiunea I-a de compoziție "George Enescu" (1945),
- Premiul III de compoziție "George Enescu" (1946),
- Premiul de Stat (1952),
- Premiul Uniunii Compozitorilor (1968, 1970, 1972),
- Premiul Academiei Române (1978).